# Gland (Švýcarsko)
Gland je město na jihozápadě Švýcarska v okrese Nyon v kantonu Vaud. Leží poblíž Ženevského jezera. Žije zde přibližně 13 tisíc obyvatel.

## Geografie

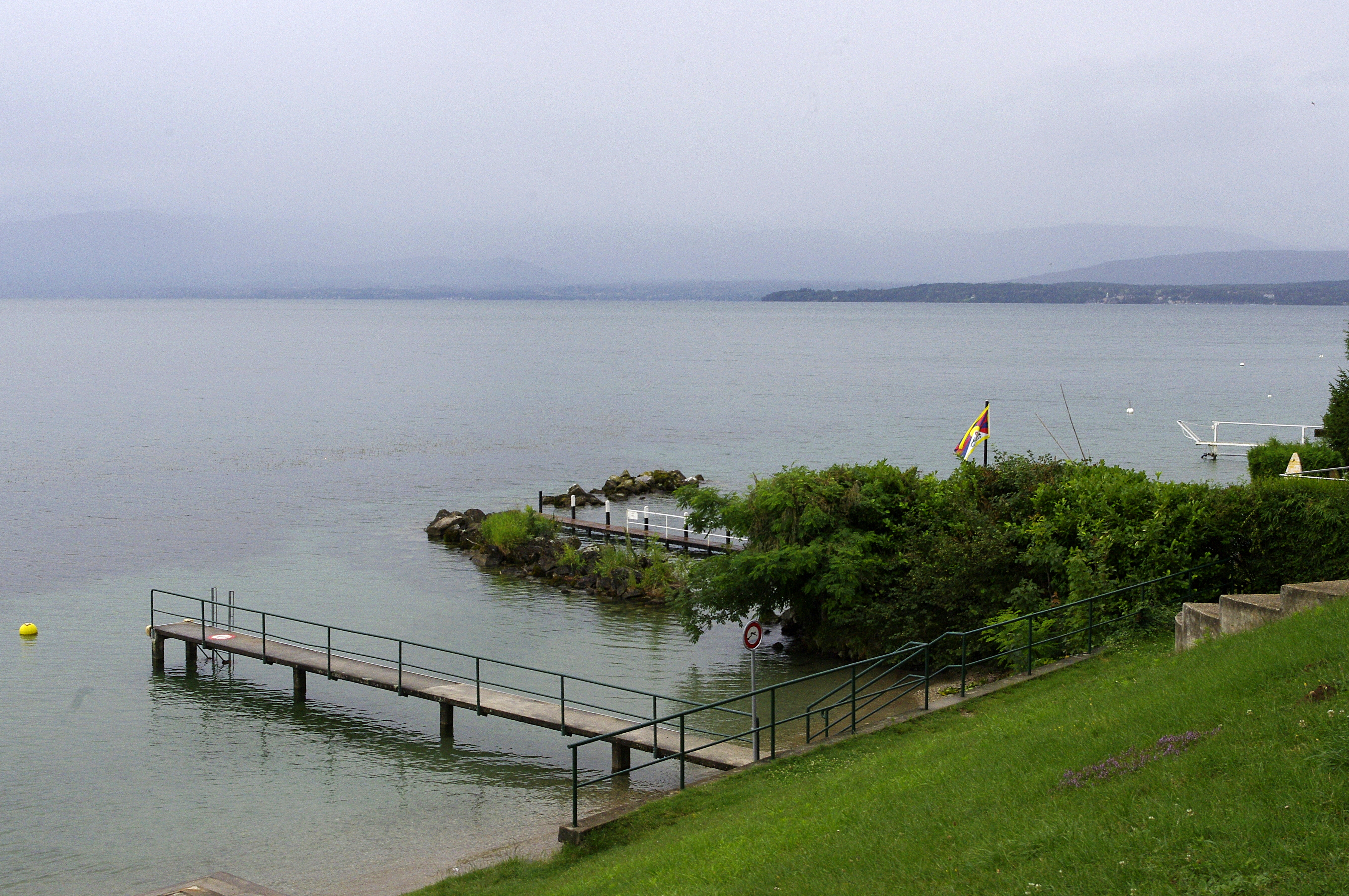
Pobřeží Ženevského jezera v Glandu

Gland leží v nadmořské výšce 432 metrů, 5 kilometrů severovýchodně od okresního města Nyon. Obec se rozkládá na mírně se svažující rovině směrem k Ženevskému jezeru na jižním úpatí Jury na úplném západě regionu Vaud Côte.
Území obce o rozloze 8,3 km² zahrnuje oblast na severozápadním břehu Ženevského jezera. Území obce se táhne od břehu jezera přes rovinaté pobřeží na sever přes rovinu až k úpatí Jury. Zde dosahuje Gland svého nejvyššího bodu ve výšce 470 m n. m. Severovýchodní hranici tvoří převážně kanalizovaná řeka Lavasson a - pod jeho ústím - také řeka Dullive, který se vlévá do Ženevského jezera malým nábřežním kuželem. Jihozápadní hranice probíhá podél řeky Promenthouse, která protéká údolím s četnými meandry. Na úplném jihu zasahuje území obce do náplavového kužele, který řeka Promenthouse vytvořila z materiálu erodovaného v Jurovi při jejím vtoku do Ženevského jezera. V roce 1997 bylo 37 % rozlohy obce pokryto zastavěnou plochou, 14 % lesy a lesními porosty, 48 % zemědělstvím a méně než 1 % neproduktivní půdou.
Gland zahrnuje osady La Lignière (403 m n. m.) a La Dullive (380 m n. m.) západně od stejnojmenného potoka a několik zemědělských usedlostí. Sousedními obcemi Glandu jsou Begnins, Dully, Luins, Prangins a Vich ve Švýcarsku a Nernier a Yvoire ve Francii, prostřednictvím Ženevského jezera.

## Historie

Letecký pohled (1964)

Gland má velmi dlouhou tradicí osídlení. Nejstarší stopy sahají až do doby bronzové, kdy se na břehu jezera poblíž La Dullive nacházelo sídliště. Hroby z laténského období byly nalezeny v La Lignière. Známé jsou také nálezy z doby římské, včetně pozůstatků vily, cihlové pece a hrobů. Další pohřebiště se dochovala z burgundského období.
První zmínka o obci pochází z roku 994 a nese název Villa Glannis. Později se objevily názvy Glant (1179), Glans (1202), Glanez (1344) a v roce 1386 současný název. Od středověku patřil Gland k panství Prangins, ale majetek v obci vlastnil také klášter Romainmôtier a páni z Gingins.
Po dobytí Vaudu Bernem v roce 1536 přešel Gland pod správu nyonského panství. V roce 1673 byl Marcins, který byl do té doby samostatnou obcí, spojen s Glandem. V 18. století přijala obec mnoho hugenotských uprchlíků. Po pádu Staré konfederace patřil Gland v letech 1798–1803 v období helvétského soustátí ke kantonu Léman, který byl poté, když vstoupila v platnost mediační ústava, sloučen s kantonem Vaud. V roce 1798 byl přiřazen k okresu Nyon.

## Obyvatelstvo
| Rok            | 1764 | 1850 | 1900 | 1950 | 1960 | 1970 | 1980 | 1990 | 2000 | 2010   |
| Počet obyvatel | 324  | 425  | 676  | 1180 | 1545 | 2404 | 4906 | 7109 | 9663 | 11 633 |

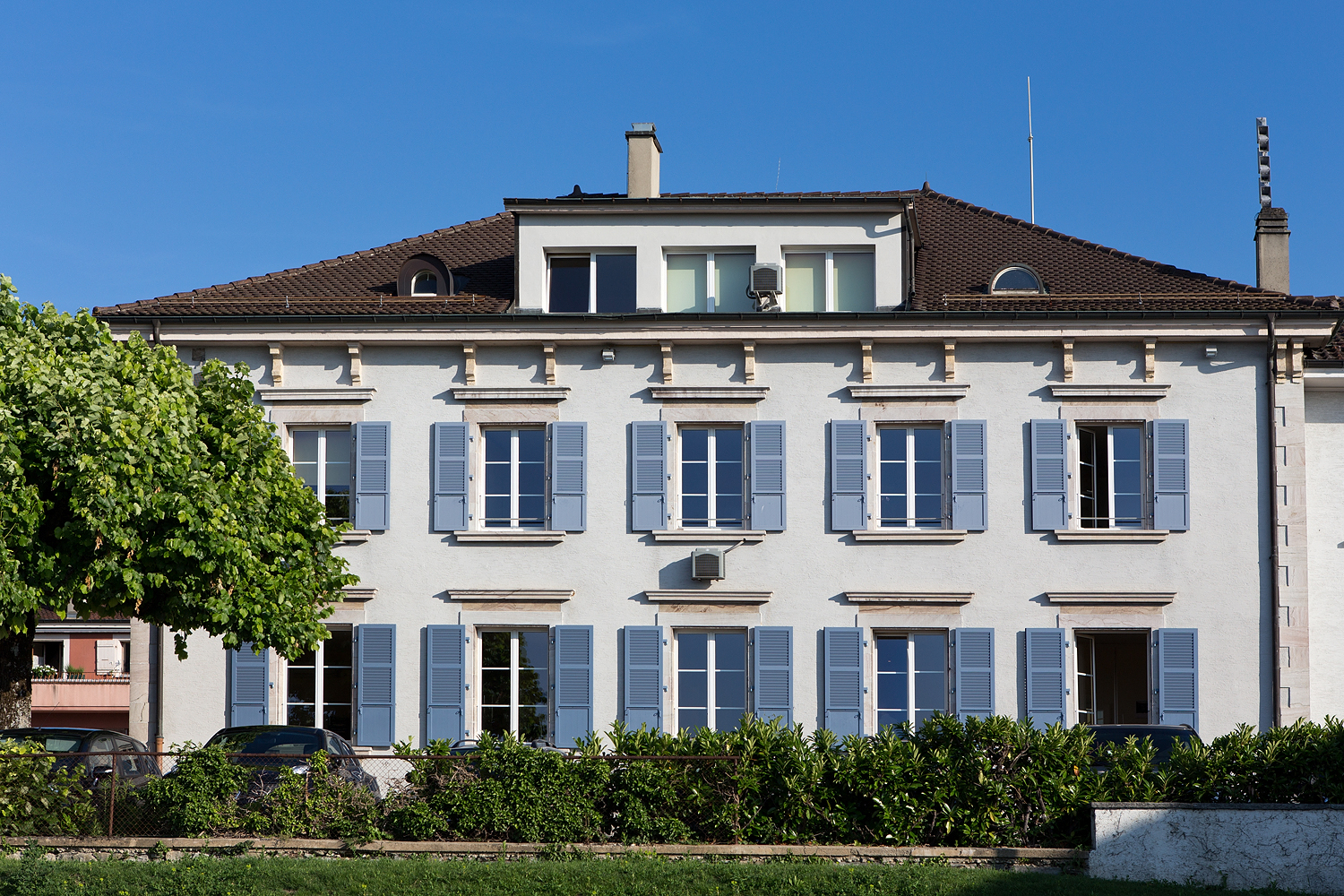
Obecní úřad

Z celkového počtu obyvatel je 79,5 % francouzsky mluvících, 6,5 % německy mluvících a 3,6 % anglicky mluvících (stav v roce 2000). Po roce 1960 začal počet obyvatel rychle růst a během 30 let se zvýšil sedmkrát.

## Hospodářství

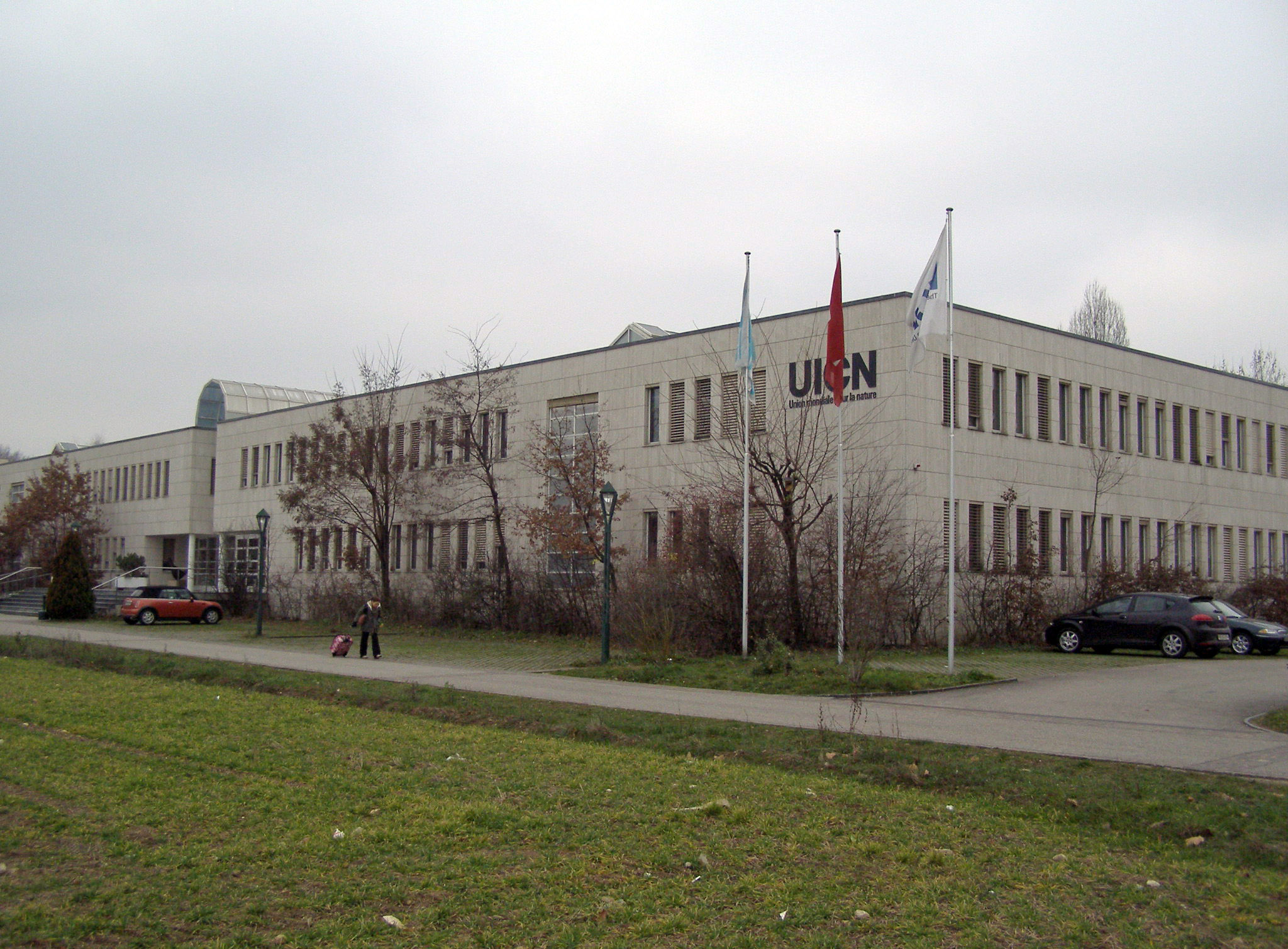
Sídlo IUCN v Glandu

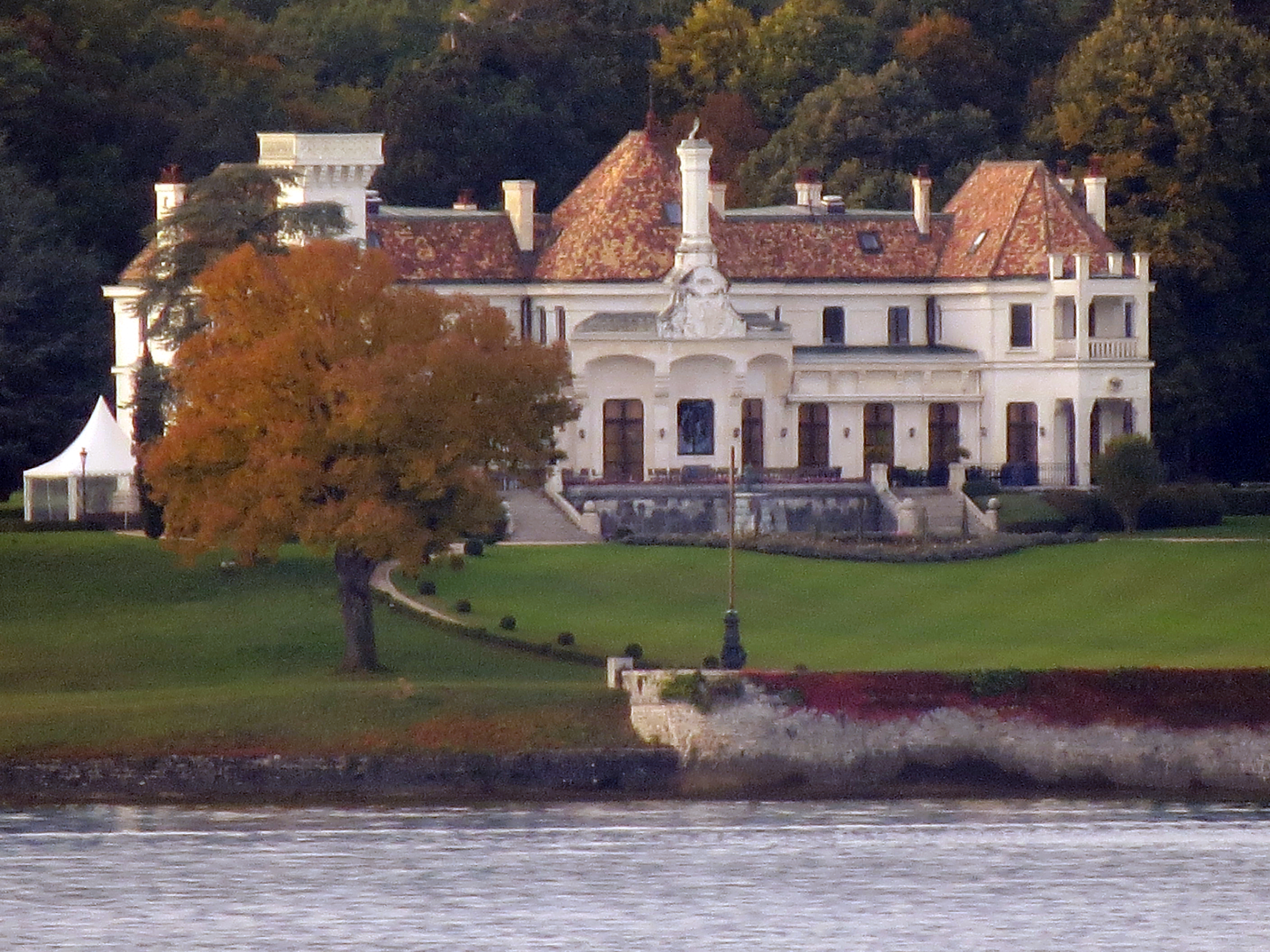
Villa Prangins

Až do 20. století byl Gland vesnicí, která se vyznačovala především zemědělstvím. Dnes hraje zemědělství jako zdroj příjmů jen menší roli a soustřeďuje se na pěstování vína na úpatí La Côte a v rovině východně od obce; díky úrodné půdě je důležité také orné zemědělství. Od výstavby dálnice A1 (1964) se v obci usídlily četné průmyslové podniky a podniky v oblasti obchodu a služeb. V Glandu sídlila po čtyři desetiletí společnost Heini Mader Racing Components, mezinárodně činný výrobce a ladič závodních motorů. V Glandu se nachází sídlo Mezinárodního svazu ochrany přírody a přírodních zdrojů (IUCN), stejně jako sídla Světového fondu na ochranu přírody (WWF) a Swissquote, kancelář tu má například Ramsarská úmluva. V Glandu sídlí také klinika La Lignière, která se specializuje na kardiologii a diabetologii. Od roku 1971 zde funguje velká škola a sportovní centrum; Gland má také golfové hřiště v blízkosti Ženevského jezera.
V posledních desetiletích se bývalá vinařská vesnice rozvinula v rezidenční obec. Nové čtvrti byly postaveny především směrem k Ženevskému jezeru, zatímco průmyslové a obchodní zóny se nacházejí především v blízkosti dálnice a na jihozápadě obce. Vzhledem k tomu, že Gland leží zhruba na půli cesty mezi Lausanne a Ženevou, žije zde také mnoho lidí, kteří v těchto městech pracují. Gland se stal oblíbeným místem pro život celebrit. V roce 2006 se sem například přestěhoval závodník formule 1 Michael Schumacher. Jeho nová vila (cca 40 milionů eur) je údajně nejdražším domem ve Švýcarsku.

## Doprava
Obec má velmi dobré dopravní spojení. Glandem prochází dálnice A1 (otevřena v roce 1964), hlavní silnice 1 a trať SBB Lausanne–Ženeva (úsek Morges–Coppet otevřen 14. dubna 1858). Autobusové linky z místního nádraží do Burtigny, Rolle a z Nyonu přes Gland do Gimelu zajišťují doplňkové spoje veřejné dopravy. Meziměstská tramvajová trať Gland-Begnins (GB) jezdila v letech 1906 až 1954.